# NGC 6745-1
NGC 6745-1 is een spiraalvormig sterrenstelsel in het sterrenbeeld Lier. Het ligt 206 miljoen lichtjaar van de Aarde verwijderd en werd op 24 juli 1879 ontdekt door de Franse astronoom Édouard Jean-Marie Stephan. NGC 6745-1 is met twee kleinere sterrenstelsels in botsing.

## Synoniemen
- UGC 11391
- ZWG 229.13
- IRAS 19000+4040
- PGC 62691